# Selêucia Piéria
Selêucia Piéria (em grego: Σελεύκεια ἐν Πιερίᾳ; romaniz.: Seleukeia) foi uma antiga cidade situada na região da Síria, ao norte da desembocadura do rio Orontes e aos pés das montanhas Piéria.

## História
Fundada em 300 a.C. pelo rei Seleuco I, a cidade consolidou-se como o principal porto de mar de Antioquia. Era uma das quatro cidades que formavam a tetrápolis síria. Durante as Guerras Sírias a cidade adquiriu grande importância estratégica por ser chave para o controle da Síria. Em 64 a.C. foi ocupada pelas tropas de Pompeu e ficou sob o domínio romano, e posteriormente sob o domínio bizantino. Por volta do século V d.C. a cidade decaiu, e no século VII, com as invasões muçulmanas, ficou arruinada definitivamente.

## Patrimônio arqueológico
Existem numerosos vestígios arqueológicos da cidade perto da atual cidade turca de Samandağ.